# Do FIXER
Do FIXER（ドゥ・フィクサー）は、闘龍門、DRAGON GATEに存在したヒール、反体制ユニット。

## 結成までの経緯
2002年9月8日の有明コロシアム大会で行われたドラゴン・キッドVSダークネス・ドラゴン（現：K-ness.）のマスカラ・コントラ・マスカラ戦（敗者マスク剥ぎ戦）で、敗れたダークネス・ドラゴンがマスクを脱いで素顔になる。これをきっかけにM2Kでヒールだったダークネス・ドラゴンが改心し、ドラゴン・キッドと行動するようになる。
同年の10月22日にダークネス・ドラゴンが正規軍に所属していた斎藤了をスカウトして斎藤了は承諾。これでダークネス・ドラゴン、ドラゴン・キッド、斎藤了で新ユニット「Do FIXER」を結成する。
しかし、10月28日の大会で第1試合にドラゴン・キッドとタッグ戦を組まれていたダークネス・ドラゴンが突然ドラゴン・キッドを裏切り、試合を放棄してしまった。第4試合には正規軍のリーダー望月成晃と前から仲違いし続けた斎藤了が不満を言い、正規軍を離脱。対戦相手だったマグナムTOKYOにM2Kに誘われるが、もちろん斎藤了は拒否してDo FIXERに入ると宣言。
ここでダークネス・ドラゴンが現れるが、なぜかマグナムTOKYOと握手をする。じつはダークネス・ドラゴンは、改心したとみせかけて正規軍の中枢に潜り込み、斎藤了を引き抜くためにM2Kから送り込まれたスパイだったことが判明。
この日からダークネス・ドラゴンはK-ness.に改名。
さらにK-nessを裏で操作していた黒幕（FIXER）がM2KのリーダーであるマグナムTOKYOだった。
これにより、M2Kに所属していたマグナムTOKYO、横須賀享、堀口元気、そしてK-ness.で正式にDo FIXERを結成する。斎藤了は困惑し、返事を保留に。

## 歴史
同年の11月27日に返事を保留にしていた斎藤了がDo FIXERに入ることを決めたが、リーダーのマグナムは「お前、いらね」と言い、Do FIXER入りを拒否される。しかし、正規軍を離脱して行き場の無い斎藤了は何度もDo FIXER入りを志願。マグナムに提示されていたDo FIXERのダンスを習得すれば入ってもいいとの条件を聞き入れてダンスを完璧に習得。12月20日に正式にDo FIXERに加入。
順調に活動し続けていたが、2003年9月26日の大会で行われたマグナムTOKYO、SUWA、ミラノコレクションA.T.、新井健一郎、堀口元気の敗者髪切り5WAY戦で、マグナムが堀口を裏切り、堀口は敗北。ルール通り、髪を切られる。
対するマグナムは10月に予定されているタッグ・リーグ戦Ray de Parejasのパートナーにミラノ・コレクションA.T.を指名。これでマグナムとDo FIXERは完全に決別してしまった。
ミラノも戸惑ってはいたものの、マグナムと組んでRay de Parejasに出場することを決意。得点を積み重ねて勝ち進んでいたが、【マグナムTOKYO＆ミラノ・コレクションA.T. VS 横須賀享＆K-ness.】のリーグ戦で突如ミラノがマグナムを襲撃する。ミラノは裏でマグナムとDo FIXERが繋がっていることを察知し、やられる前にやると言って攻撃してしまった。（試合後のマグナムや享とK-ness.のコメントを聞く限りは、裏で繋がってはいないと思われるが、真相は不明）。
ミラノの目的は当時マグナムが持っていたUDG王座を獲得することだったらしく、同年の12月16日にUDGのタイトル戦が決定。
予定通り、マグナムとミラノのUDG王座戦が行われて試合は闘龍門史上最高の名勝負が展開される。その熱い試合に刺激を受けた決別中のDo FIXERのメンバーがセコンドに付き、マグナムを応援。王座を防衛したマグナムを祝福して再び合流。さらに結束を強くした。
2004年2月8日に【マグナムTOKYO VS SUWA】のUDG王座戦が行われてSUWAが勝利。マグナムは防衛に失敗。これにより、マグナムは『自分探しの旅に出る』と言い、長期欠場。K-ness.も昨年のRay de Parejasで肩を負傷して長期欠場中。戦力不足になったDo FIXERは、同じく戦力不足のイタリアン・コネクションと共闘する。
同年の3月28日には、闘龍門Xに所属していた谷嵜なおきが闘龍門JAPANに合流して正式に所属ではないもののDo FIXERと行動するようになる。
2004年4月28日に毎年行われるエル・ヌメロ・ウノで優勝したドラゴン・キッドを欠場中のマグナムが祝福。マグナムは6月に復帰を宣言。
同年の6月20日に悪冠一色に襲撃される望月成晃を横須賀享が救出。これにより、享は6月27日にDo FIXERを卒業。マグナムは享の自立を受け入れ、快く送り出す。
同年の7月4日に近藤修司に痛めつけられるドラゴン・キッドをマグナムTOKYOが救出してマグナム預かりという形でドラゴン・キッドはDo FIXERと行動するようになる。同日の大会で長期欠場し続けたK-ness.がマグナムと話し合い、K-nessもDo FIXERを卒業。
そして堀口預かりの名義でDo FIXERと行動していた谷嵜なおきは正式にDo FIXER入りを賭けて波乗り10番勝負を行い、10戦のうち1勝すればDo FIXER入りが決定していたが、結果は全敗。谷嵜はドン・フジイの作ったユニット「アイパーズ」に所属するが、2004年のRay de Parejasが終了した時点でアイパーズは発展的解散。再び無所属となったが、そこへDo FIXERが現れ、とりあえず準所属（見習い）ということで加入。
2005年3月6日にアンソニー・W・森がDo FIXER入りを志願するが、マグナムは拒否。しかし、マグナムはアンソニーとの共闘を提案し、タッグを組む。この頃からマグナムはDo FIXERから少し離れたスタンスを取る。
2005年3月27日にマグナムはDo FIXERのリーダーを辞任。2代目リーダーを斎藤了が継ぐ。ここから第2期Do FIXERがスタートし、マグナム抜きでもオープン・ザ・トライアングルゲートを獲得し、斎藤了もキング・オブ・ゲート優勝やオープン・ザ・ドリームゲートを獲得する。
2006年から谷嵜の誤爆が目立つようになり、斎藤了の判断でDo FIXERを追放。
多少の問題点はあったものの解散することなく活動を続けていたが、2006年末あたりから、斎藤了と堀口元気の誤爆が目立つようになり、2人は仲違いを繰り返す。さらにドラゴン・キッドは急性虫垂炎で欠場。Do FIXERはバラバラとなってしまう。
一度は和解した斎藤了と堀口元気だったが、最終的には堀口元気が斎了にイス攻撃してDo FIXERを離脱。
1人になった斎藤了にCIMAと横須賀享が共闘を提案。斎藤了も了承してTyphoonが結成。
自動的にDo FIXERが解散。CRAZY-MAXに次いで長い活動に終止符を打った。

## メンバー
- 斎藤了（2代目リーダー）
- ドラゴン・キッド

## 元メンバー
- 横須賀享
- K-ness.
- マグナムTOKYO（初代リーダー）
- 谷嵜なおき
- 堀口元気

## その他
- 初期のM2Kのルーツを受け継いでいるため、結成当初はヒールだったが所属メンバーのダンスやマグナムTOKYOの名言などで徐々にベビーフェイス化した。後期にはフロリダ・ブラザーズとお笑いファイトをしたり、仲間同士でワザと誤爆して観客の笑いを誘ったりする「バラエティ」というポジションになった。
- 初期はスカジャンをユニフォームとしていたが、活動末期は白いつなぎをユニフォームとしていた。白いつなぎ（特攻服）に、メンバーそれぞれ刺繍が施されている。「家族は他人の始まり」（マグナムTOKYO）、「一寸の虫にも五分の魂」（ドラゴン・キッド）、「四面楚歌」（堀口元気）、「思えば遠くへ来たもんだ」（斎藤了）、「病は気から」（谷嵜なおき）。ちなみにDoFIXERではないが、岡村社長も同様の「触らぬ神に祟りなし」の刺繍を施したつなぎを着用していた。